# Parafia Chrystusa Króla w Dzierżoniowie
Parafia Chrystusa Króla w Dzierżoniowie – parafia rzymskokatolicka w Dzierżoniowie należąca do dekanatu dzierżoniowskiego na terenie diecezji świdnickiej.
Obecny kościół parafialny pochodzi z lat 1923–1925. Ówczesny proboszcz, ks. Teubner, wykupił karczmę i zaadaptował ją do potrzeb kultu religijnego. W 1948 roku erygowano parafię. Gruntowny remont tego obiektu miał miejsce w latach 1966–1970, kiedy to odnowiono elewację, wymieniono instalację elektryczną oraz dodano nową polichromię wnętrza. Plebanię wybudowano w latach 1980–1985. W tym też czasie rozbudowano kościół. W latach 1985–2000 wyremontowano organy, ławki oraz nawierzchnię wokół obiektu. Dokonano również wielu innych prac.
Do parafii należy 8000 wiernych i działa przy niej: Żywy Różaniec, Komitet Charytatywny, Straż Honorowa Najśw. Serca Pana Jezusa, Ruch Światło-Życie, Duszpasterstwo „Przystań”, chór, schola, służba liturgiczna. Proboszczem wspólnoty jest ks. kan. Krzysztof Ambrożej.